# Fodor Marcell
Fodor Marcell (Székesfehérvár, 1987. október 27.– ) magyar labdarúgó, jelenleg a Puskás Akadémia játékosa. Posztját tekintve, hátvéd. Magyarországon korábban megfordult a Zalaegerszeg, a Fehérvár, az Újpest, a Diósgyőr, a Felcsút, a Debrecen és a Kaposvári Rákóczi csapatában is.
Egyszeres magyar bajnok (2009/10), valamint szintén egyszeres Ligakupa győztes (2010). Ezenkívül, még kétszeres Magyar kupa győztesnek is vallhatta magát (2008, 2010). 2009-ben a Bajnokok Ligájában szerepelt a Debrecennel, ahol négy csoportmeccsen is szerepet kapott.

## Pályafutása

### 2004-től, 2007-ig
Profi pályafutását Székesfehérváron kezdte el, 2004-ben. Az első osztályban 2005. március 12-én, az Újpest ellen debütált, tizenhét évesen. Egy szezont töltött el az FC Fehérvárban, amellyel a tabella nyolcadik helyén végzett. Tíz bajnokin szerepelt összesen.
Következő csapata az Újpest volt. 2005 nyarán igazolt a IV. kerületbe. A 2005/06-os bajnokság őszi felében nem kapott szerepet bajnokin, ezért kölcsönbe ment a Diósgyőr csapatához, a tavaszi szezonra. 2006. március 3-án mutatkozott be az új klubjában, korábbi csapata, a Fehérvár ellen. Kilenc mérkőzésen kapott bizalmat edzőjétől, Pajkos Jánostól. Az Újpest másodikként, a Diósgyőr nyolcadikként zárt. 2006 nyarán lejárt a fél évre szóló kölcsönszerződése, így visszatért a lilákhoz.
Nyáron azonban mégsem maradt Budapesten, mert elfogadta a másodosztály nyugati csoportjában szereplő Felcsút ajánlatát. Egy teljes szezont töltött el itt. Tizennégy bajnoki fellépése volt. Az első, 2006. augusztus 12-én, a Lombard Pápa ellen. A szezont bronzérmesként fejezték be.
A 2007. évi nyári átigazolási időszakban visszatért a Diósgyőr csapatához. Régi-új csapatában 2007. július 22-én mutatkozott be a Debrecen ellen. Az őszi szezonban hat mérkőzést játszott, majd megsérült, ami miatt végül a későbbiekben már nem szerepelhetett a 2007/08-as szezon őszi felében.

### Debrecenben
2008 telén leigazolta a Debrecen. Tavasszal nem játszhatott, korábbi sérülése miatt. Így, a másodosztályban, 2008. augusztus 9-én mutatkozott be a DVSC második csapatában, a Cegléd ellen. A teljes őszi, és a tavaszi szezon elejét itt töltötte, és két gólt is elért. Betalált a Makó, és a Kazincbarcika ellen is. Tavaszra felkerült az első csapatba, ahol 2009. április 4-én mutatkozott be, a Siófok ellen. A teljes 2008/09-es évadban tíz első osztályú, és tizenkilenc másodosztályú találkozón lépett pályára. Az NB I-ben aranyérmesként végeztek.
Ennek a győzelemnek köszönhetően, a Bajnokok-ligájában indulhattak, ahol a csoportkörig meg sem álltak. Fodor négy csoportmeccsen szerepelt. A statisztikáiban fordult a kocka, ezúttal már több első osztályú meccset játszott mint másodosztályút. Szám szerint tizenötször vetette be Herczeg András. Az NB II-ben hatszor játszott. A 2009/10-es szezon végén részese lehetett, amint csapata megnyeri a bajnokságot, a magyar kupát, a ligakupát, és később a szuperkupát is.

## Statisztikái

### Bajnokságokban
| Szezon         | Csapat        | Bajnokság | Mérk. | Gól. |
| -------------- | ------------- | --------- | ----- | ---- |
| 2011/12 tavasz | Újpest FC     | NB I      | 0     | 0    |
| 2009/10        | Debreceni VSC | NB I      | 15    | 0    |
| 2009/10        | DVSC–DEAC     | NB II     | 6     | 0    |
| 2008/09        | Debreceni VSC | NB I      | 10    | 0    |
| 2008/09        | DVSC–DEAC     | NB II     | 19    | 0    |
| 2007/08 tavasz | Debreceni VSC | NB I      | 0     | 0    |
| 2007/08 ősz    | Diósgyőri VTK | NB I      | 6     | 0    |
| 2006/07        | Felcsút       | NB II     | 14    | 0    |
| 2005/06 tavasz | Diósgyőri VTK | NB I      | 9     | 0    |
| 2005/06 ősz    | Újpest        | NB I      | 0     | 0    |
| 2004/05        | FC Fehérvár   | NB I      | 10    | 0    |
| Összesen       | Összesen      | Összesen  | 89    | 2    |

## Sikerei, díjai
- Magyar bajnokságban
  - Bajnok: 2008–09, 2009–10
  - Ezüstérmes: 2005–06, 2007–08
- Magyar másodosztályban
  - Ezüstérmes: 2008–09, 2009–10
  - Bronzérmes: 2006–07
- Magyar Kupában
  - Aranyérmes: 2008, 2010
- Magyar Ligakupában
  - Aranyérmes: 2009–10
  - Ezüstérmes: 2007–08
- Magyar Szuperkupában
  - Győztes: 2010
  - Döntős: 2008

## Külső hivatkozások
- Adatlapja a DVSC.hu-n Archiválva 2011. október 7-i dátummal a Wayback Machine-ben (magyarul)
- Profilja a HLSZ.hu-n (magyarul)
- Profilja a nemzetisport.hu-n (magyarul)